# Philippe Aghion

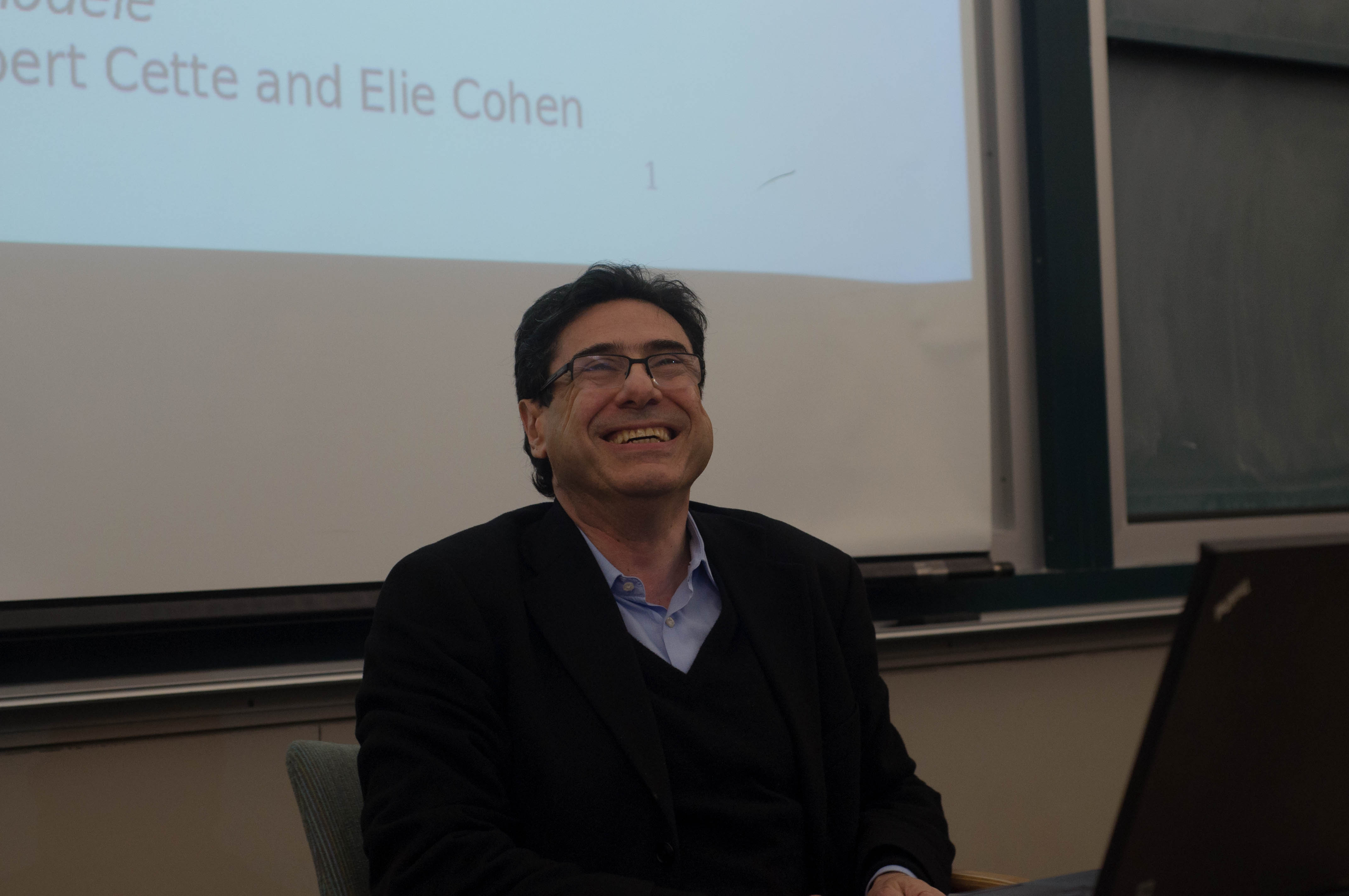
Philippe Aghion

Philippe Aghion (* 17. August 1956 in Paris) ist ein französischer Wirtschaftswissenschaftler. Sein Hauptforschungsgebiet sind die Wachstums- und Vertragstheorie.

## Leben
Aghions Mutter Gaby Aghion stammte aus Ägypten und gründete in Frankreich die Modemarke Chloé. In seiner Jugend gehörte Aghion der Kommunistischen Partei Frankreichs an. 1981 schloss er an der Université Paris 1 Panthéon-Sorbonne sein Studium mit einem Diplom für Wirtschaftsmathematik ab. 1987 erhielt er einen Ph. D. von der Harvard University. Im selben Jahr wurde Aghion Lehrbeauftragter am Massachusetts Institute of Technology (MIT); 1989 wechselte er ans CNRS-DELTA. 1990 bis 1991 war er stellvertretender Chef-Ökonom der Europäischen Bank für Wiederaufbau und Entwicklung in London. 1991 wurde er Redakteur des Review of Economic Studies und blieb dies bis 1997. 1992 wurde er leitender Redakteur von The Economics of Transition. 1992 bis 1996 war er Mitglied des Nuffield College der University of Oxford. Ab 1996 war er  Professor am University College London bis zu seinem Wechsel an die Harvard University im Jahr 2000.
2017 wurde Aghion gemeinsam mit dem an der Universität Zürich forschenden Wirtschaftsprofessor Ernst Fehr zum lebenslangen ausländischen Ehrenmitglied der American Economic Association, AEA, gewählt. Die Anzahl der Ehrenmitglieder ist limitiert. Die Wahl erfolgt durch das Executive Committee der American Economic Association  und findet nur statt, wenn ein bisheriges Ehrenmitglied verstirbt.

## Auszeichnungen
- 2001: Prix de la Revue Francaise d’Economie
- 2001: Yrjö-Jahnsson-Preis der European Economic Association
- 2005: Ehrendoktorwürde der Handelshochschule Stockholm
- 2006: Schumpeter-Preis der International Schumpeter Society
- 2009: Mitglied der American Academy of Arts and Sciences
- 2015: Korrespondierendes Mitglied der British Academy
- 2016: Mitglied der Academia Europaea[6]
- 2019: BBVA Foundation Frontiers of Knowledge Award in Ökonomie
- 2022: Erasmus Medal

## Schriften
- mit Peter Howitt: Endogenous Growth Theory. MIT Press, 1989, ISBN 978-0-262-01166-2.
- mit Jeffrey G. Williamson: Growth Inequality and Globalization. Theory, History, and Policy. Cambridge University Press, 1999, ISBN 978-0-521-65070-0.
- mit André Sapir (Hrsg.), Giuseppe Bertola, Marco Buti, Martin Hellwig, Jean Pisani-Ferry, Dariusz K. Rosati, Peter M. Smith, Jose Vinals, Helen Wallace: An Agenda for a Growing Europe. The Sapir Report. Oxford University Press, 2003, ISBN 978-0-19-927148-1.
- mit E. Cohen: Éducation et Croissance. 2004.
- mit A. Banerjee: Volatility and Growth. Oxford University Press, 2005.
- mit Rachel Griffith: Competition and Innovation. MIT Press, 2005.
- mit S. Durlauf: Handbook of Economic Growth. Elsevier 2005, ISBN 978-0-444-50837-9.
- mit Rachel Griffith: Competition and Growth. Reconciling Theory and Evidence. 2008, ISBN 978-0-262-51202-2.

## Verweise